# Mortierella
Mortierella is een geslacht lagere schimmels (Zygomycetes). Het behoort tot de familie Mortierellaceae uit de orde Mortierellales. In Nederland zijn 43 inheemse Mortierellasoorten bekend.
De soort Mortierella alpina wordt commercieel gebruikt voor de productie van meervoudig onverzadigde vetzuren door middel van fermentatie. Ze levert tot vijftig procent van het droge celgewicht aan olie op, die voor meer dan 40% bestaat uit arachidonzuur (als triglyceride). De schimmels zijn niet pathogeen voor mensen en produceren geen mycotoxinen, en de olie is geschikt voor menselijk gebruik, als voedingsadditief of in farmaceutica.
Zemelen van rijst blijken een gunstig fermentatiesubstraat te zijn voor de productie van deze olie.